# Температура на топене
Температурата на топене е температурата, при която даден материал преминава от твърдо в течно агрегатно състояние.
Ако при фиксирано налягане се нагрява вещество в кристална форма, процесът на топене започва и свършва при една определена температура. Твърдите вещества в аморфно състояние нямат фиксирана температура на топене. При тях преходът от твърдо в течно състоятие, /или топенето, протича в определен температурен интервал, като с повишаване на температурата веществото плавно преминава от твърдо в течно състояние, т.е. вискозитетът се изменя плавно.
Количеството топлина, необходимо за стопяване на единица маса от дадено вещество в кристална форма при определено налягане, се нарича специфична топлина на топене. Единицата за измерването ѝ в SI е J/kg.
Температурата на топене зависи от налягането. Ако при температурата на топене течността има по-малка плътност от твърдата фаза /т.е. при топенето става разширение/, температурата на топене нараства с повишаване на налягането. Това важи за повечето вещества, защото при тях течната фаза има по-малка плътност от твърдата. При някои вещества обаче /типичен пример е водата/ течността при температурата на топене има по-голяма плътност от твърдата фаза. При тях с повишаване на налягането, температурата на топене намалява. За водата при увеличаване на налягането с 1,32х107 Ра температурата на топене спада с 1К.

## Температура на топене на някои вещества
- Волфрам: 3422 °C
- Хром: 1890 °C
- Платина: 1780 °C
- Желязо: 1538 °C
- Никел: 1455 °C
- Мед: 1083 °C
- Злато: 1063 °C
- Сребро: 960 °C
- Алуминий: 660 °C
- Цинк: 419 °C
- Олово: 327 °C
- Калай: 232 °C
- галий: 30 °C
- Вода: 0 °C